# Triều Dâng
Triều Dâng (1933-2020), tên thật là Lương Văn Côn, là một nhạc sĩ người Việt nổi tiếng với nhiều bài hát viết về chủ đề thanh niên Việt Nam.

## Tiểu sử và sự nghiệp
Triều Dâng sinh ngày 17 tháng 12 năm 1933 tại quận Ô Môn, tỉnh Cần Thơ (ngày nay thuộc thành phố Cần Thơ). Năm 1946, ông tham gia làm liên lạc viên cho liên trung đoàn 122/124 Tây Đô ở Cần Thơ, rồi chuyển sang làm công binh xưởng quốc phòng.
Triều Dâng bắt đầu hoạt động âm nhạc từ khi ông theo học ở Trường âm nhạc do khu IV mở năm 1948. Từ năm 1952 đến 1954 ông làm nhạc công chơi đàn phong cầm. Sau khi tập kết ra Bắc, năm 1955 Triều Dâng theo học khóa bổ túc âm nhạc tại số 3 phố Cao Bá Quát, Hà Nội, rồi vào học hai khóa chính quy tại Trường Âm nhạc Việt Nam (nay là Nhạc viện Hà Nội).
Triều Dâng có một thời gian dài làm công tác biên tập tại Phòng Ca nhạc thuộc Ban Văn nghệ Đài Phát thanh Tiếng nói Việt Nam. Sau năm 1975, ông chuyển sang công tác tại Đài Phát thanh Tiếng nói Nhân dân Thành phố Hồ Chí Minh.
Sau khi nghỉ hưu, nhạc sĩ Triều Dâng cư trú tại Thành phố Hồ Chí Minh. Ngày 16 tháng 1 năm 2020, ông được chuyển vào bệnh viện. Do tuổi cao, sức yếu, ông mất vào thời điểm 4 giờ sáng ngày 17 tháng 1 năm 2020, không lâu sau sinh nhật 87 tuổi.
Triều Dâng đặc biệt sáng tác nhiều ca khúc về thanh niên, trong đó có một ca khúc nổi tiếng mang tên Tuổi trẻ thế hệ Bác Hồ. Ông đã lý giải về tầm quan trọng của chủ đề thanh niên trong sáng tác của mình như sau:
| “             | Tuổi trẻ VN là tinh hoa của đất nước. Họ đã làm được rất nhiều kỳ tích, có sức bật dữ dội, làm non sông đất nước rạng rỡ. Họ dám xả thân, hi sinh xương máu, tính mạng của mình cho vận mệnh của Tổ quốc. Không chỉ người ra trận mà ngay cả những người con gái VN cũng rất vĩ đại. Tiễn đưa người yêu đi vào cuộc chiến khốc liệt, các cô các chị không khóc, không cười. Nhưng sâu trong đáy mắt là sự chịu đựng, hi sinh dành cho một điều lớn lao hơn là Tổ quốc. Tôi đã chứng kiến nhiều cuộc chia ly, những mùa tuyển quân. Thế nên những hình ảnh, vẻ đẹp từ trí tuệ, sức trẻ, sự hi sinh của một lớp người phơi phới tuổi xuân cứ ngấm dần, thấm dần nên khi viết ra là trôi chảy, mạch lạc... Tôi sẽ tiếp tục viết nhiều bài hát nữa về thanh niên. Không biết có được như bài Tuổi trẻ thế hệ Bác Hồ hay không nhưng tôi vẫn sẽ viết. | ” |
| — Triều Dâng, | |   |

## Tranh cãi về Giải thưởng Nhà nước
Trong đợt xét tuyển Giải thưởng Nhà nước về âm nhạc gây nhiều tranh cãi vào năm 2011, nhạc sĩ Triều Dâng bị loại khỏi danh sách đề cử trao giải vì Hội đồng đề cử cho rằng 2 trong số 5 ca khúc dự giải của ông "có vấn đề về tác quyền". Tin này làm Triều Dâng tức giận đến mức tăng huyết áp. Nhạc sĩ cho rằng kết luận này "là một sự xúc phạm" và ông quyết định kiện tới cùng.
| “             | Trong cuốn sách Tiếng hát chống Mỹ cứu nước ghi rõ bài Ta, chiến sĩ giải phóng quân nhạc và lời Văn Lưu – Triều Dâng viết vào tháng 3/1963 tại Hà Nội, còn bài Giải phóng quân ta đang đi cũng được ghi: nhạc và lời của Văn Dung - Triều Dâng sáng tác năm 1966. Có quy định nào nói đồng sáng tác không được giải thưởng nhà nước hay không? Nếu vậy, tại sao nhạc sĩ Văn Dung đạt giải thưởng Nhà nước, còn tôi lại không? Nếu không đúng, tôi sẽ kiện lên cấp cao hơn, phải làm cho ra ngô ra khoai… | ” |
| — Triều Dâng, | |   |

Triều Dâng cũng là một trong số các nhạc sĩ gửi đơn khiếu kiện lên Chủ tịch nước vì những điều chưa hợp lý trong quá trình đề cử giải thưởng. Trước những khúc mắc trong việc trao Giải thưởng Nhà nước, ông đã tuyên bố "Không còn thiết tha gì với Giải thưởng nhà nước nữa !"

## Tác phẩm tiêu biểu[1][2]
- Tuổi trẻ thế hệ Bác Hồ
- Ta là chiến sĩ Giải phóng (đồng sáng tác với nhạc sĩ Văn Lưu)
- Giải phóng quân ta đi (đồng sáng tác với nhạc sĩ Văn Dung)
- Hà Nội gọi ta
- Bão táp miền Nam
- Không quân ta ra đi
- Tiếng hát chiến sĩ hải đảo

## Gia đình
Con gái ông là nhạc sĩ Sa Huỳnh, tác giả của các ca khúc Về ăn cơm, Li ti, Độc hành,...